# Dassault Falcon 10
Die Dassault Falcon 10 ist ein leichtes Geschäftsreiseflugzeug. Sie wurde von der damaligen Firma Breguet entwickelt, die mit Dassault fusionierte und heute unter dem Namen Dassault Aviation bekannt ist.
Im Juni 1969 wurde die Entwicklung des Flugzeuges, das eine verkleinerte Version der Dassault Falcon 20 darstellt, bekannt gegeben. Der Jungfernflug des ersten Prototyps (F-WFAL) erfolgte am 1. Dezember 1970 noch mit General-Electric-CJ610-6-Triebwerken. Der Erstflug zeigte erhebliche Mängel und die Maschine musste umkonstruiert werden. Der Einstellwinkel, die V-Stellung und die Pfeilung der Tragflächen wurden verändert. Die Flugversuche wurden dann am 7. Mai 1971 wieder aufgenommen. Am 1. Juni 1971 gelang ein Klassenweltrekord über die geschlossene 1000-km-Strecke mit 930,7 km/h. Der zweite Prototyp (F-WTAL) folgte am 15. Oktober 1971, bereits mit den Serientriebwerken TFE 731-2, dem ein dritter Prototyp am 14. Oktober 1972 folgte. Dieser dritten Maschine gelang ebenfalls ein Klassenweltrekord über den geschlossenen 2000-km-Kurs mit 917,02 km/h, erflogen am 29. Mai 1973.
Erstkunde war die Business Jets Division von Pan American World Airways mit einer Bestellung über 40 Maschinen. Die erste Serienmaschine flog am 30. April 1973 erstmals. Die französische Zulassung wurde am 11. September 1973 erteilt, die FAA-Zulassung folgte am 20. September 1973. Die Auslieferung der ersten Serienmaschinen erfolgte ab dem 1. November 1973.
Die Falcon 10 wurde in drei Ausführungen gefertigt. Die Falcon 10 A bietet bis zu sieben Passagieren Platz und ist an den drei Seitenfenstern im Rumpf erkennbar. Die Falcon 10 B fasst bis zu neun Passagiere. Eine militärische Version, produziert in sieben Exemplaren, für die französische Marine erhielt die Bezeichnung Falcon 10MER. Ab Mitte der 1980 wurde das verbesserte Modell Falcon 100 mit einem EFIS-Glascockpit, höherem Startgewicht, einem vierten Kabinenfenster an der rechten Seite und einem größeren Gepäckraum ausgeliefert.
Die französische Luftwaffe und Marine haben auch heute noch mehrere Falcon 10 als schnelle Verbindungsflugzeuge in Betrieb.
Das Langstrecken-Geschäftsreiseflugzeug Falcon 10X ist eine Neuentwicklung, das Projekt wurde im Mai 2021 der Öffentlichkeit vorgestellt.

## Technische Daten

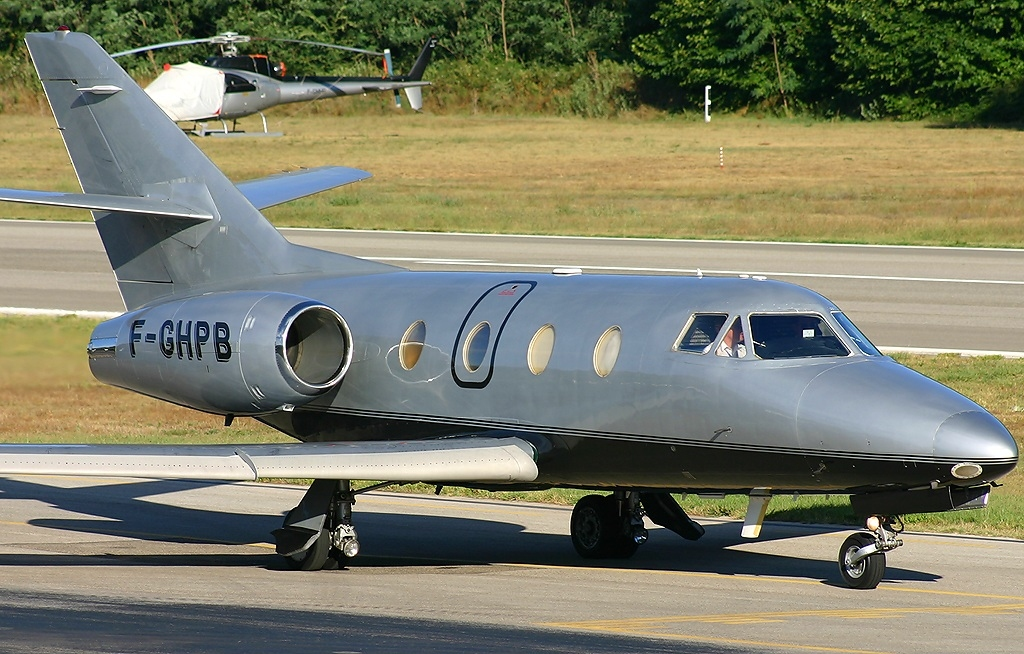
Falcon 100

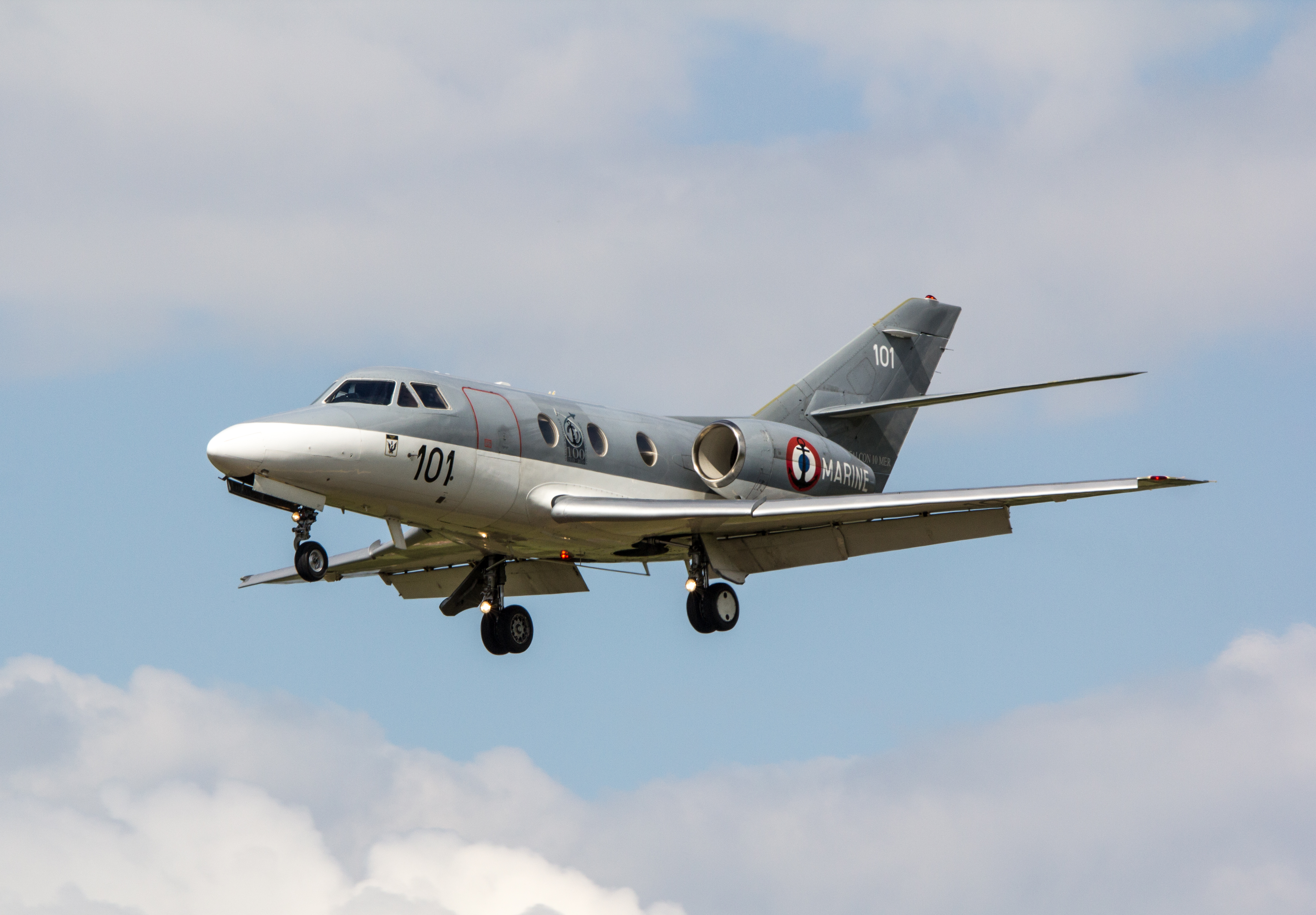
Falcon 100Mer der französischen Marine

| Kenngröße                 | Falcon 10                                                                        | Falcon 100                                                                       |
| ------------------------- | -------------------------------------------------------------------------------- | -------------------------------------------------------------------------------- |
| Besatzung                 | 2 Piloten                                                                        | 2 Piloten                                                                        |
| Passagiere                | max. 7 (Falcon 10 A) max. 9 (Falcon 10 B)                                        | 8                                                                                |
| Länge                     | 13,86 m                                                                          | 13,86 m                                                                          |
| Spannweite                | 13,08 m                                                                          | 13,08 m                                                                          |
| Höhe                      | 4,61 m                                                                           | 4,61 m                                                                           |
| Flügelfläche              | 24,1 m²                                                                          | 24,1 m²                                                                          |
| Flügelstreckung           | 7,1                                                                              | 7,1                                                                              |
| Nutzlast                  |                                                                                  |                                                                                  |
| Leermasse                 | 4480 kg                                                                          | 5055 kg                                                                          |
| max. Startmasse           | 8300 kg                                                                          | 8755 kg                                                                          |
| max. Reisegeschwindigkeit | 920 km/h                                                                         | 920 km/h                                                                         |
| Höchstgeschwindigkeit     |                                                                                  |                                                                                  |
| Dienstgipfelhöhe          |                                                                                  |                                                                                  |
| Reichweite                | 3560 km (mit 4 Passagieren)                                                      | 3480 km (mit 4 Passagieren)                                                      |
| Triebwerke                | zwei Mantelstromtriebwerke Garrett Ai-Research TFE 731-2, je 1.465 kp Standschub | zwei Mantelstromtriebwerke Garrett Ai-Research TFE 731-2, je 1.465 kp Standschub |